# 乔·奎格利
乔·奎格利（英語：Joe Quigley，1961年12月5日—），澳大利亚男子田径运动员。他曾代表澳大利亚参加1986年英联邦运动会田径比赛，获得男子铅球银牌和男子链球第五名。